# Nizhnia Sirovatka
Nizhnia Sirovatka (en ucraniano: Нижня Сироватка, romanizado: Nyzhnia Syrovatka; en ruso: Нижняя Сыроватка) es un pueblo ucraniano perteneciente al óblast de Sumy. Situado en el norte del país, es parte del raión de Sumy y centro del municipio (hromada) homónimo.

## Geografía
Nizhnia Sirovatka se encuentra a orillas del río Sirovatka, 20 km al sur de Sumy. 

## Historia
Nizhnia Sirovatka se menciona por primera vez en 1659. En el siglo XIX, la aldea de Nizhnia Sirovatka era el centro del vólost homónimo en el uyezd de Sumy de la gobernación de Járkov.  
A principios del siglo XX, aparecieron en la aldea propietarios de molinos de vapor y fábricas de ladrillos. Sus habitantes participaron en la revolución rusa de 1905, así como en las protestas contra la Primera Guerra Mundial. Del 21 al 25 de abril de 1915, tuvo lugar en Nizhnia Sirovatka la mayor manifestación campesina de Ucrania contra la implementación de la reforma agraria de Stolypin, en la que participaron unas tres mil personas. Nizhnia Sirovatka fue tomada por el Ejército Rojo el enero de 1918, en medio de la guerra civil rusa.
Durante el Holodomor, 130 habitantes murieron. El pueblo fue ocupado por la Alemania nazi durante la Segunda Guerra Mundial, recuperado por el Ejército Rojo rdurante la batalla del Dniéper. 
Tras el comienzo de la invasión rusa a Ucrania, Nizhnia Sirovatka estuvo ocupada por Rusia del 24 de febrero al 20 de marzo de 2022. Desde entonces, el pueblo ha sufrido bombardeos de forma habitual.

## Demografía
La evolución de la población de Nizhnia Sirovatka entre 1864 y 2019 fue la siguiente:
| 4998                                                          | 16 857 | 13 692 | 3717 | 3477 |
| (Fuente: Cities & Towns of Ukraine y UKRAINE: Größere Städte) |        |        |      |      |

Según el censo de 2001, la lengua materna de la mayoría de los habitantes, el 95,99%, es el ucraniano; del 3,71% es el ruso.